# Atyria durnfordi
Atyria durnfordi är en fjärilsart som beskrevs av Druce 1899. Atyria durnfordi ingår i släktet Atyria och familjen mätare. Inga underarter finns listade i Catalogue of Life.